# Collège des Trente-Trois
L’ancien collège des Trente-Trois ou « séminaire des Trente-Trois » est un bâtiment situé au 34, rue de la Montagne Sainte-Geneviève et au 11, impasse des Bœufs dans le 5e arrondissement de Paris.

## Histoire
Le collège est fondé en 1633 par le père Claude Bernard pour 5 écoliers indigents (5 plaies du Christ) ayant fait la promesse de devenir ecclésiastiques. Ce nombre passa à 12 en l’honneur des 12 apôtres puis à 33 (années de la vie de Jésus) en 1638. Le collège, installé au cours des premières années dans plusieurs collèges de la montagne Sainte-Geneviève, s’établit en 1654 dans un hôtel qui appartenait jusqu’en 1540 à la famille d’Albiac, contigu au collège des Lombards de la rue des Carmes, s’étendant de l’impasse des Bœufs au 34, rue de la Montagne-Sainte-Geneviève.
Anne d’Autriche, régente du royaume, fit donner à la communauté 33 livres de pain, libéralité ensuite commuée en une pension de 900 livres. En 1657, le collège devient un séminaire ecclésiastique en restant dans les bâtiments anciens de l’hôtel d’Albiac.
Une aide de Louis d’Orléans permet la reconstruction de l’ensemble de 1737 à 1748. Le bâtiment sur rue destiné à la location est l’œuvre de l’architecte Germain-Éloi Legrand. Le bâtiment des élèves qui donne sur l’impasse des Bœufs est construit de 1740 à 1745 par l’architecte Legrand de Charon.
Le séminaire, devenu payant en 1738, est fermé en 1791 et vendu comme bien national. 
En 1953, Henry Plée y établit des bureaux et le dojo de la Montagne Sainte-Geneviève, qui propose aujourd'hui encore des cours d'arts martiaux.
L’immeuble a été restauré en 1973.

Ancien bâtiment des élèves
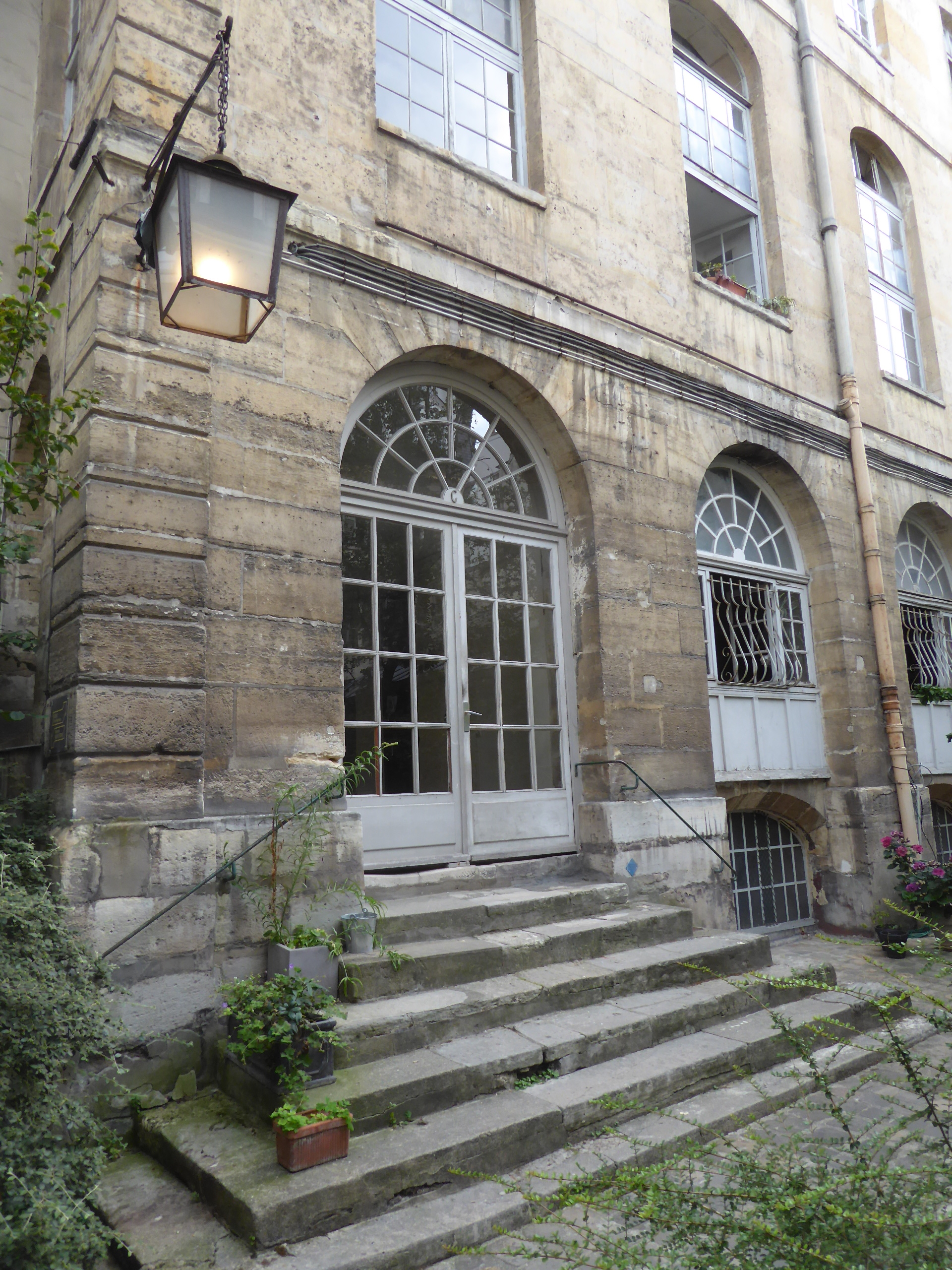
Collège des 33 entrée dans la cour.
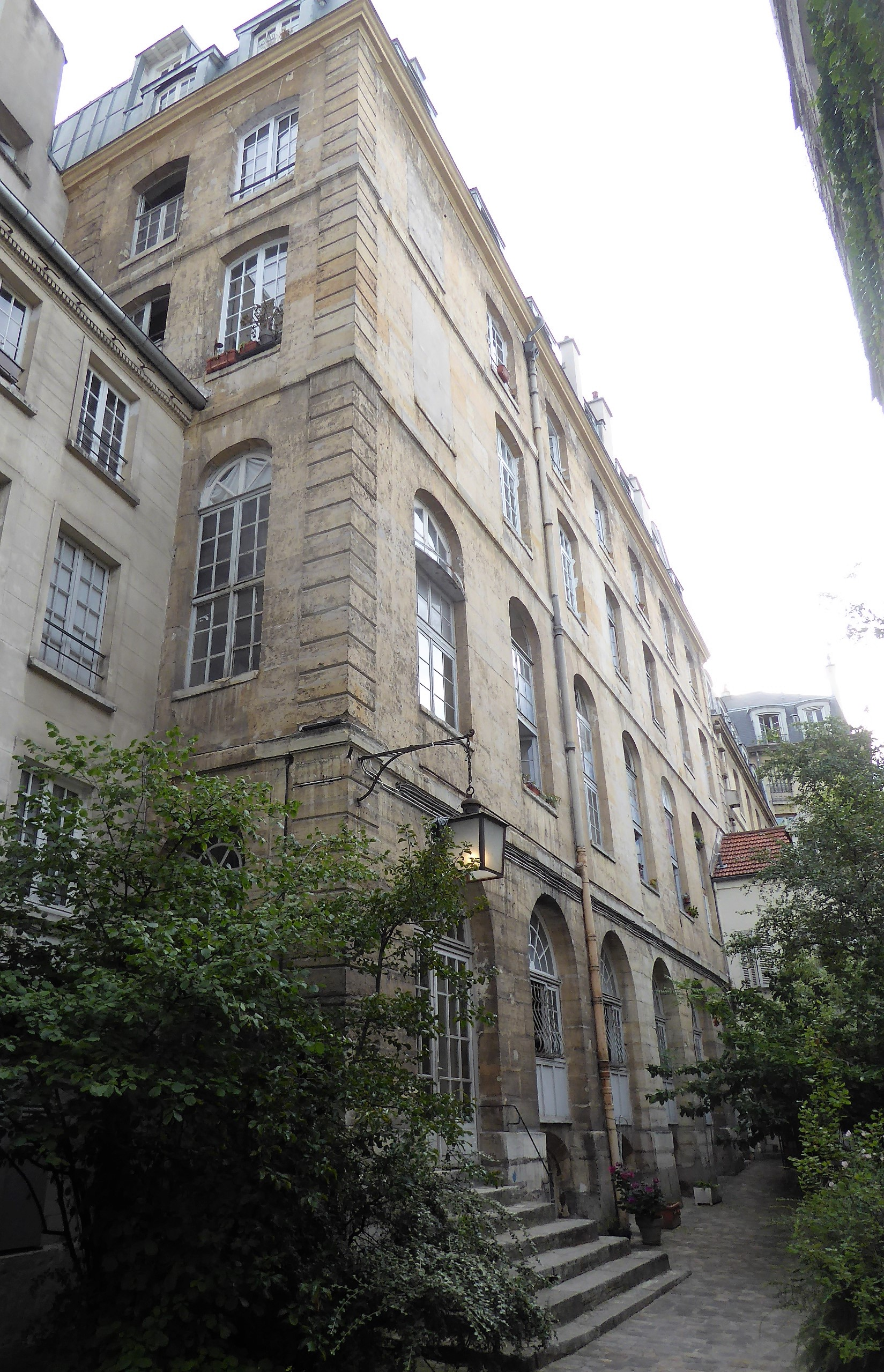
Collège des 33 bâtiment des élèves sur cour.
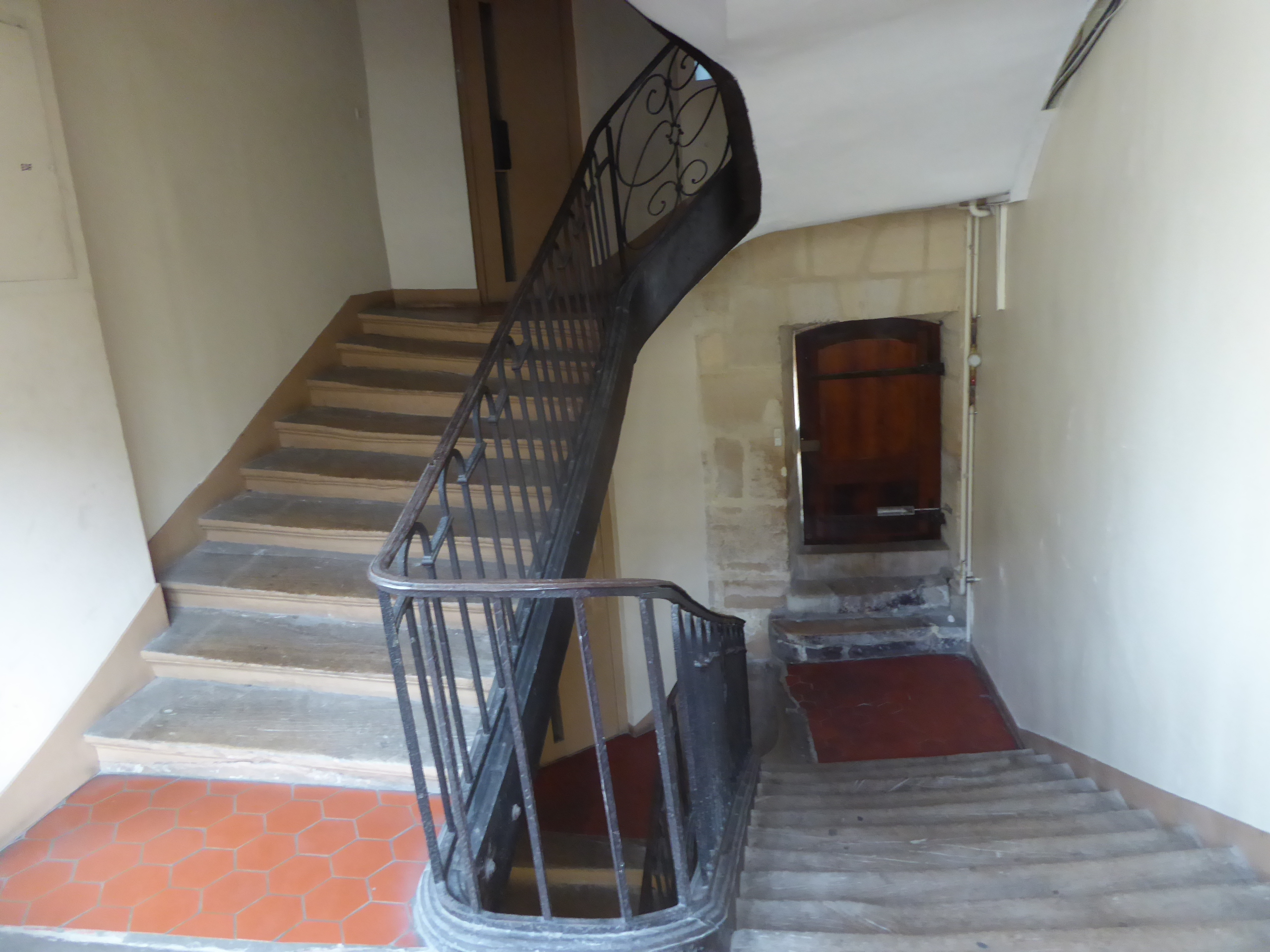
Escalier du collège des 33.

Bâtiment du 34, rue de la Montagne-Sainte-Geneviève
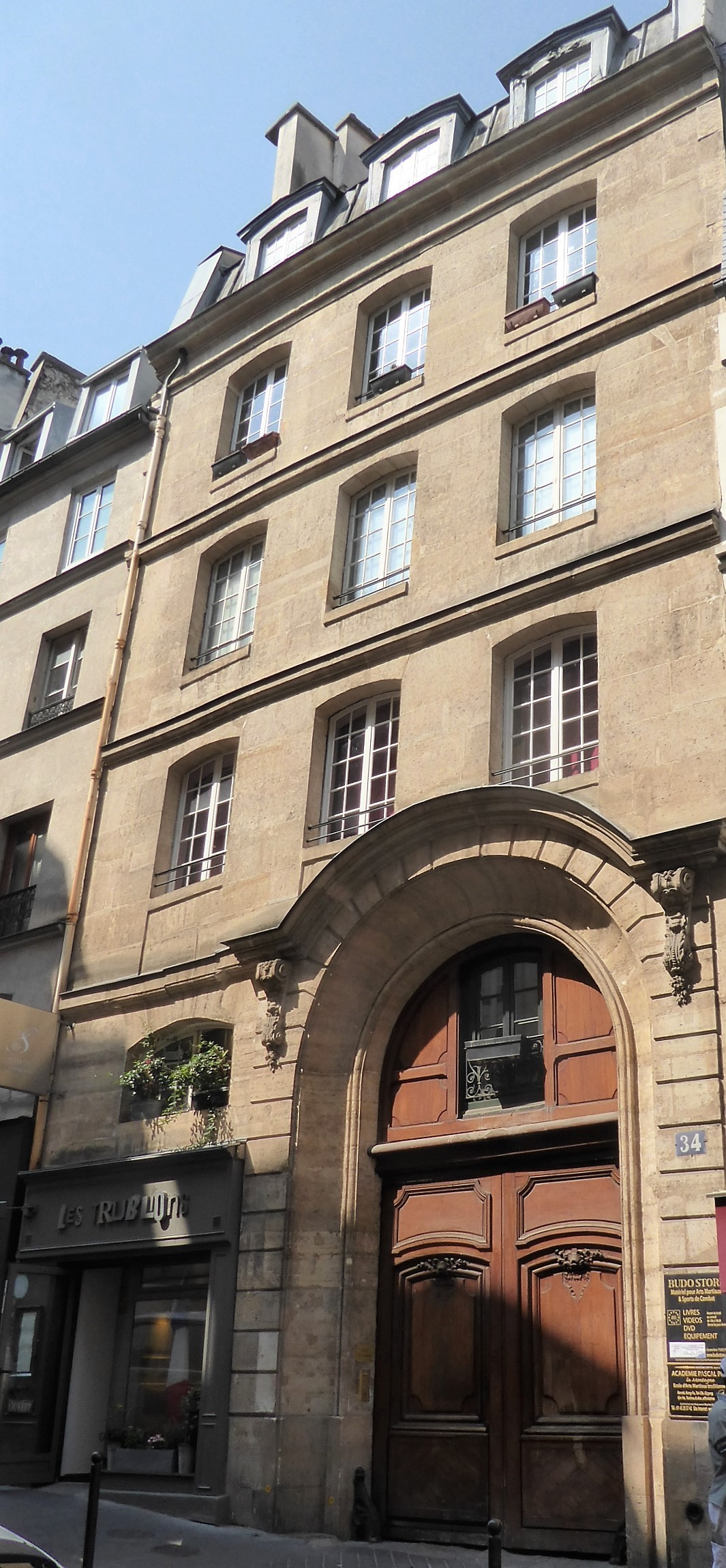
Façade du 34, rue de la Montagne-Sainte-Geneviève.
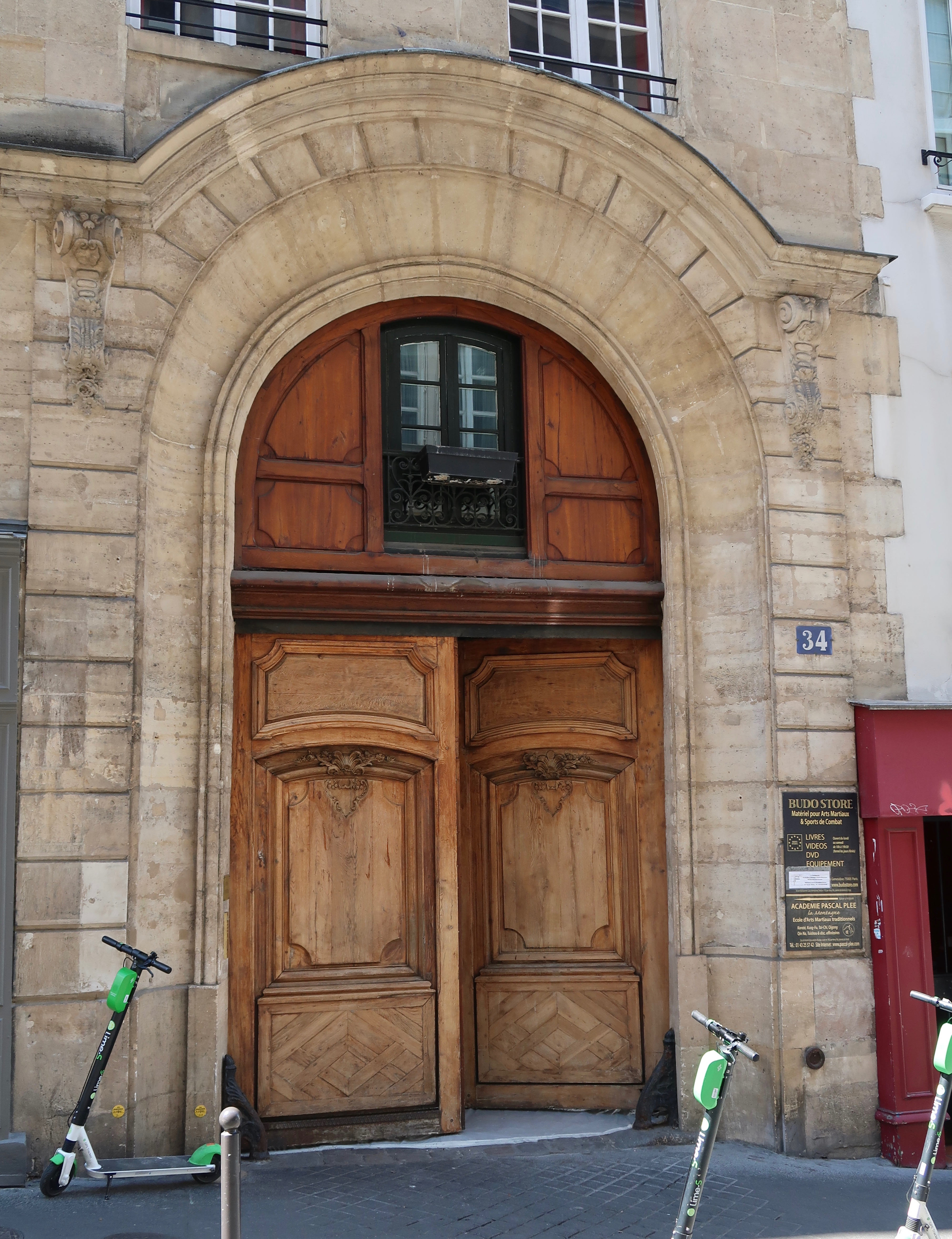
Le portail.

## Architecture
La façade sur la rue de la Montagne-Sainte-Geneviève est ornée d’un portail à refends surmonté d’un fronton arrondi. Les deux pavillons de style néo-classique dans la cour ont été construits sous le Directoire par l’acquéreur de l’immeuble. L’ancien bâtiment des élèves de style classique est très sobre sans ornementation. Son escalier  est d’origine.

Cour de l'ancien collège
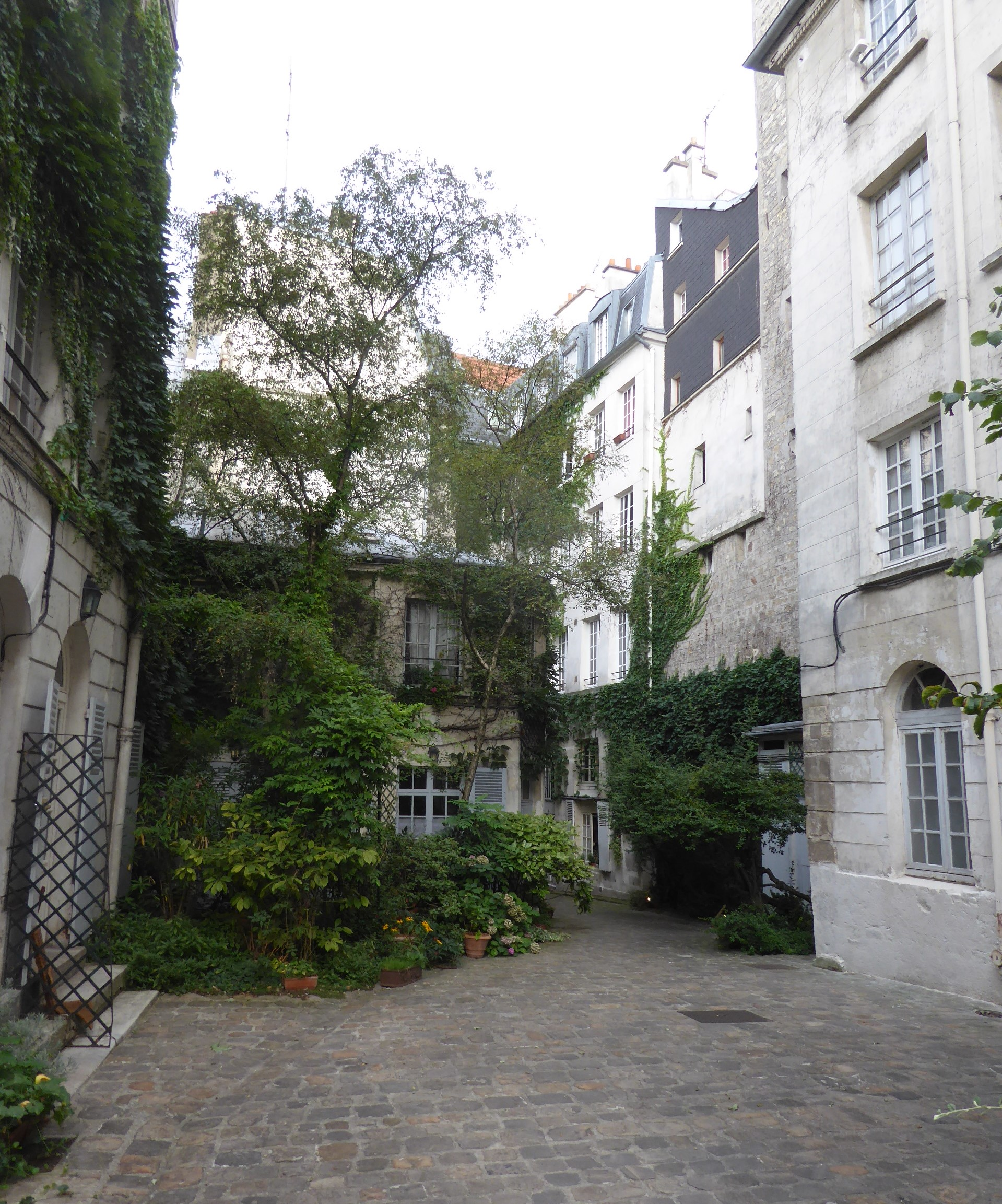
Cour de l'ancien collège des 33.
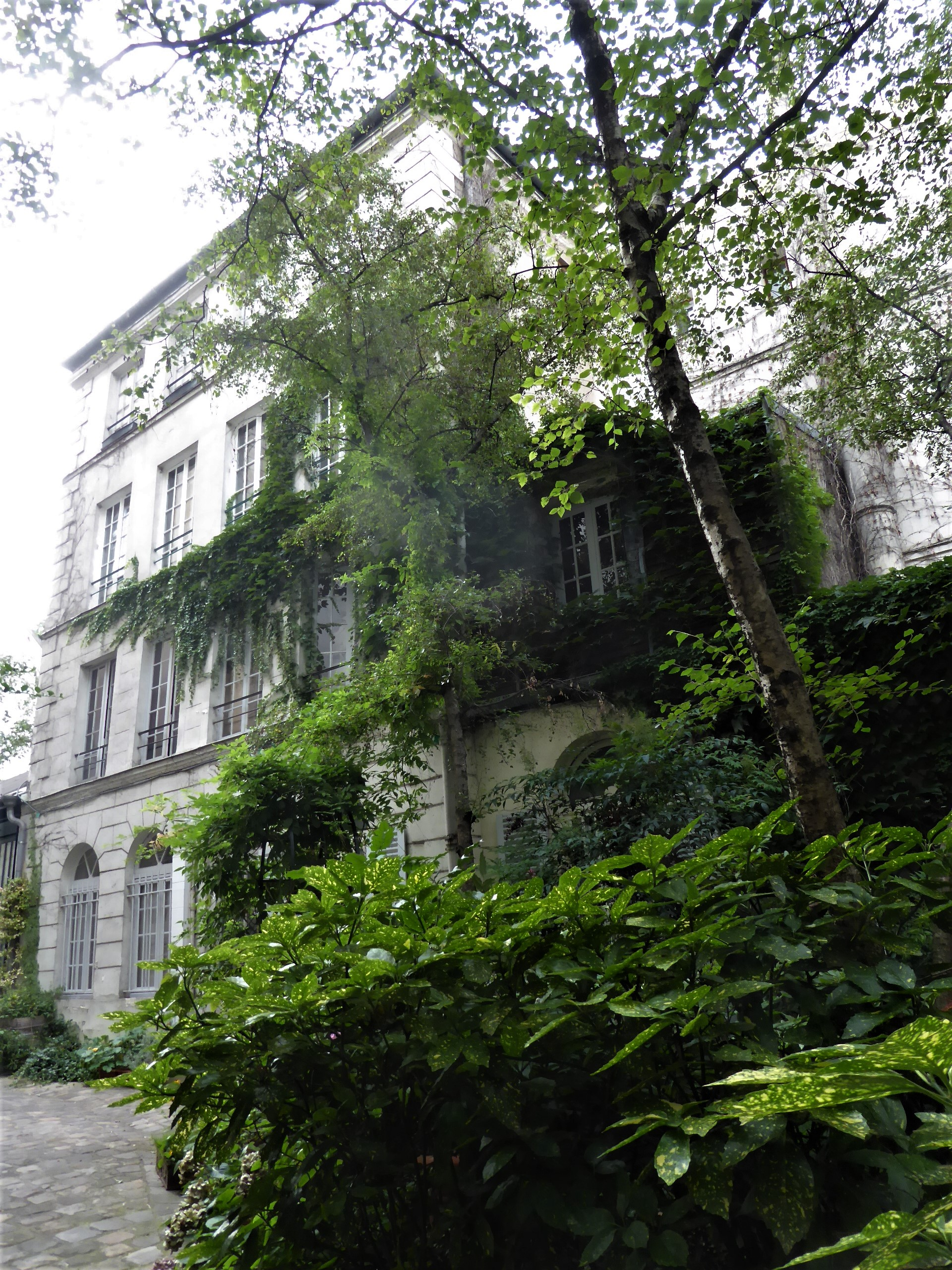
Collège des 33 pavillon dans la cour.
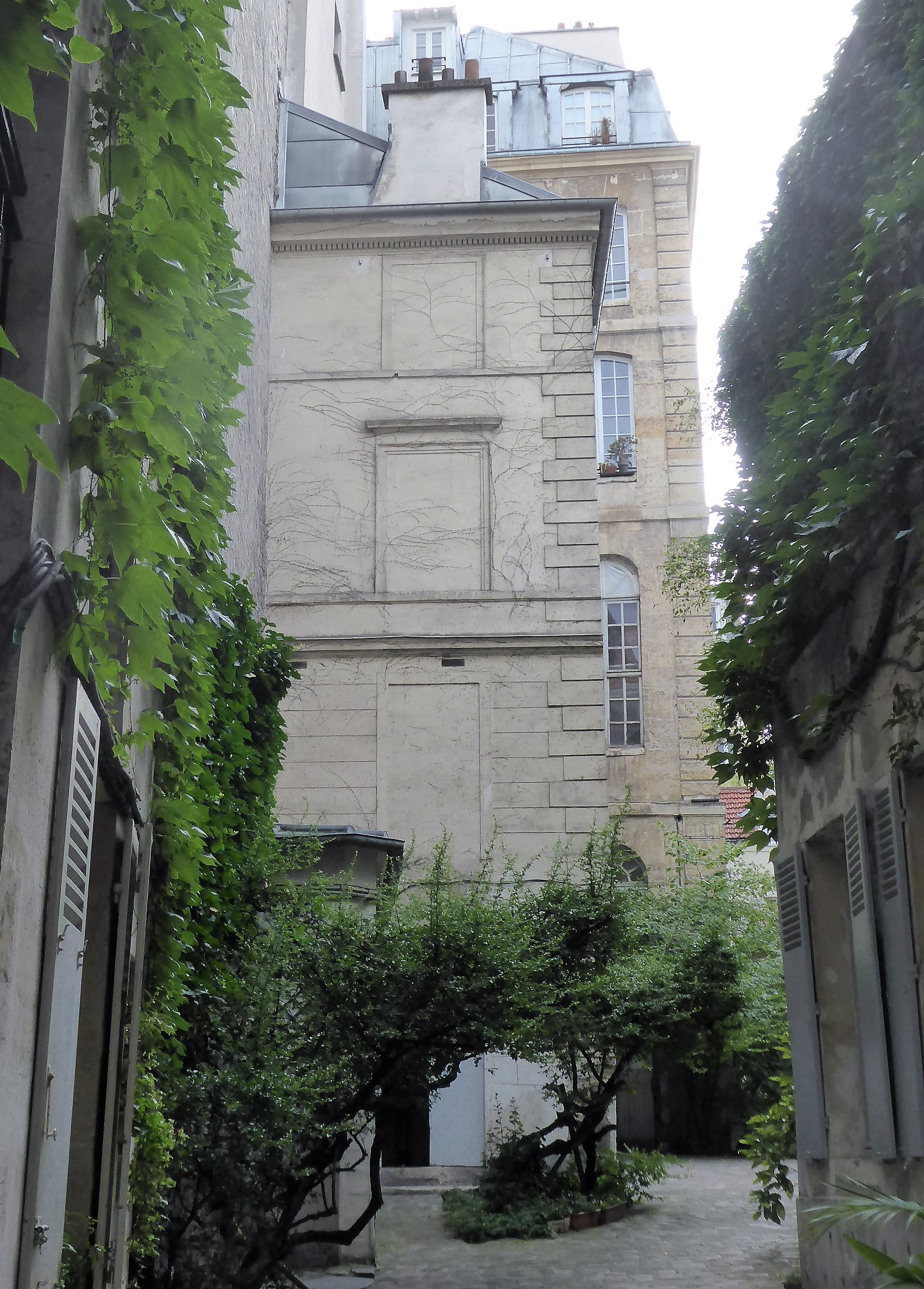
Collège des 33 entrée dans la cour.